# Saint-Martin-de-Bernegoue
Saint-Martin-de-Bernegoue är en kommun i departementet Deux-Sèvres i regionen Nouvelle-Aquitaine i västra Frankrike. Kommunen ligger i kantonen Prahecq som tillhör arrondissementet Niort. År 2022 hade Saint-Martin-de-Bernegoue 814 invånare.

## Befolkningsutveckling
Antalet invånare i kommunen Saint-Martin-de-Bernegoue
| Referens: INSEE |